# بالارد (یوتا)
بالارد (به انگلیسی: Ballard) شهری در ایالت یوتا کشور ایالات متحده آمریکا است که جمعیت آن در سرشماری سال ۲۰۱۰ میلادی، ۸۰۱ نفر بوده‌است.